# Saisonalspeicher

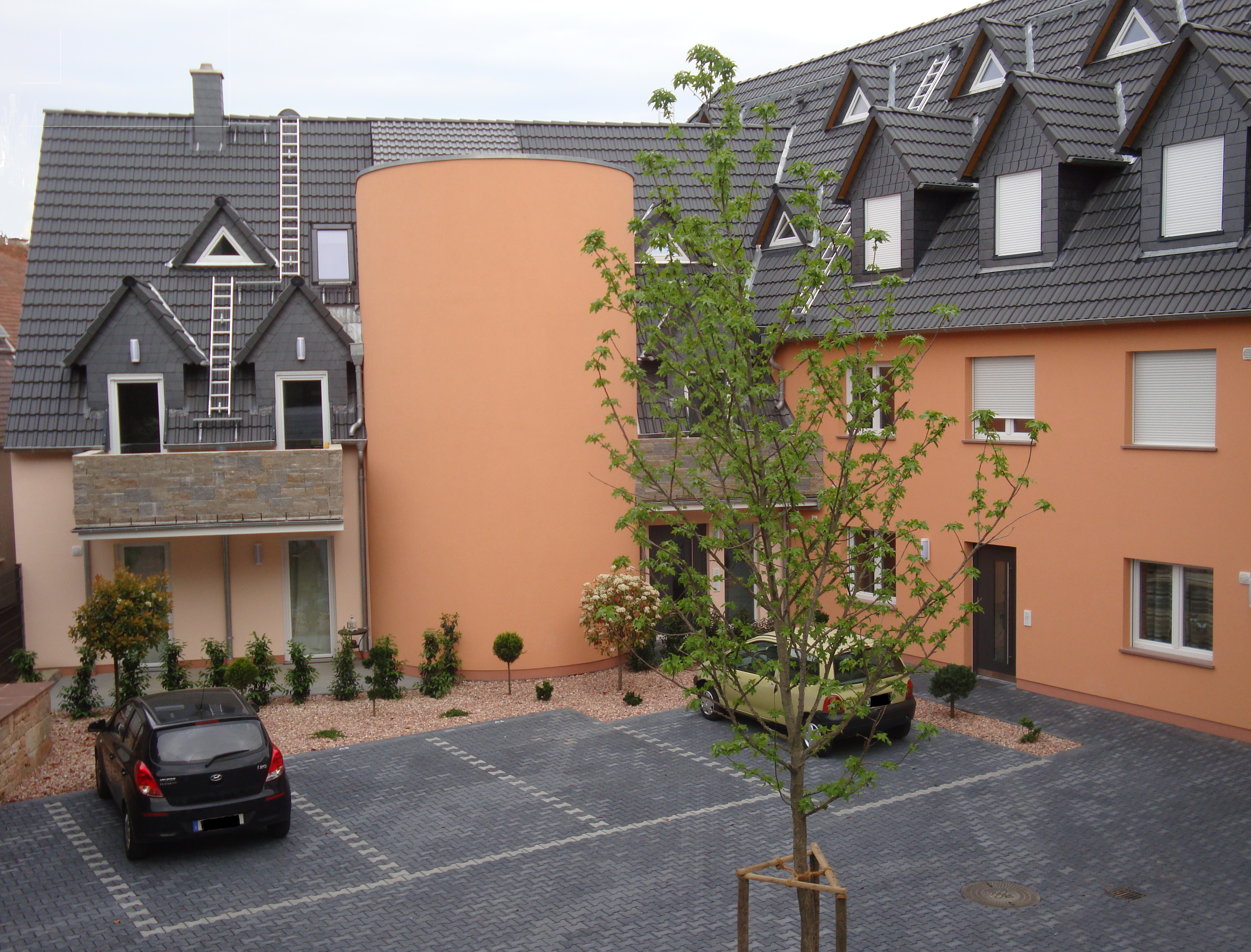
Gebäude mit Saisonalspeicher mit 67 cbm Inhalt zur Versorgung von 16 Wohnungen in Bayern

Ein Saisonalspeicher bzw. saisonaler Wärmespeicher oder Jahreszeitspeicher (englisch seasonal thermal energy storage (STES)) ist ein Langzeitspeicher thermischer Energie einer saisonalen Wärmespeicherheizung, oft für eine thermische Solaranlage. Damit kann der Anteil von erneuerbaren Energien signifikant erhöht werden. Saisonalspeicher sind ein zentraler Bestandteil der sehr erfolgreichen auf Fernwärme und Solarthermie basierenden Dänischen Wärmewende.
Je größer das Volumen des Saisonalspeichers ist, desto weniger fallen die Verluste durch Wärmeabgabe an die Umgebung ins Gewicht. Da keine Umwandlungsverluste im engeren Sinne entstehen, haben saisonale Wärmespeicher einen deutlich höheren Wirkungsgrad als stoffliche Energieträger wie grüner Wasserstoff oder Biogas, die in Elektrolyse- oder Biogasanlagen gewonnen und ebenfalls längerfristig gespeichert werden können (siehe auch Wasserstoffspeicherung).

## Allgemeines
Saisonale Wärmespeicher sind so groß, dass sie Wärme aus der warmen Jahreszeit speichern können und damit gut wärmegedämmte Häuser in der kalten Jahreszeit weitgehend oder sogar vollständig mit gespeicherter Energie beheizen oder eventuell auch kühlen können. Meist wird ein solarer Energieüberschuss vom Sommer im Winter zu Heizzwecken verwendet, und so können mehrere Wochen bis Monate je nach Witterungsbedingungen und Speicher-Ladezustand überbrückt werden. Bei zu Heizzwecken verwendeten Speichern erfolgt die Beladung bei sonnigem Wetter und während des Sommers, die Entladung bei Schlechtwetter und zur kalten Jahreszeit. Nach einer Prognose von 2018 werden sie in Zukunft eine bedeutende Rolle in der solaren Infrastruktur einnehmen.
Es gibt saisonale Speicher verschiedener Größe, die einzelne Häuser, Häusergruppen oder ganze Siedlungen über ein Nahwärme- beziehungsweise Fernwärmenetz versorgen.
Die spezifischen Kosten je MWh Speicherkapazität sind umso geringer, je größer der Speicher ist, weshalb große Systeme bereits Wärme zu wettbewerbsfähigen Preisen um 5 ct/kWh liefern können. Die Investitionen in Wärmedämmung der Häuser, Wärmeerzeugung – etwa durch Sonnenkollektoren, oder durch Wärmepumpen, die mit regenerativ erzeugtem Strom betrieben werden – und Speichergröße müssen aufeinander abgestimmt werden, um die geringsten Gesamtkosten zu erzielen.
Um die Wärmekapazität eines vorhandenen Speichers zu erhöhen oder das Temperaturniveau der entnommenen Wärme zu erhöhen, können Wärmepumpen eingesetzt werden.

## Speichertypen
Verschiedene Speichertypen:
- Behälter-Wärmespeicher
- Erdbecken-Wärmespeicher, zum Beispiel als Kies/Wasser-Wärmespeicher
- Erdsonden-Wärmespeicher, bis zu 100 Meter tief
- Aquifer-Wärmespeicher

### Behälter-Wärmespeicher

#### Warmwasserspeicher
Warmwassertanks als Schichtladespeichern werden unter anderem innerhalb der Gebäudehülle von Ein- und Mehrfamilienhäusern installiert. In Verbindung mit einer großen Sonnenkollektorenfläche können damit hohe solare Deckungsgrade erreicht werden. Die Gebäude werden dann auch als Sonnenhäuser bezeichnet.
Pro Wohneinheit werden bis über 10 m³ Speichervolumen in zylindrischen Tanks vorgesehen, in Einfamilienhäusern bis zu 50 m³. Die Speicher erhalten eine 20 bis 40 cm dicke Wärmedämmung und erreichen eine Höhe von mehreren Stockwerken. In Neubauten können sie beispielsweise im Treppenauge einer gewendelten Treppe platziert werden.
Alternativ werden Erdtanks außerhalb von Gebäuden verwendet, die ab einer gewissen Größe meist aus Stahlbeton errichtet werden. In kälteren Klimazonen haben Speicher innerhalb der Gebäudehülle den Vorteil, dass alle Wärmeverluste des Speichers dem Gebäude zugutekommen. Die Verluste lassen sich über den Wärmewiderstand des Speichers berechnen.

#### Sandspeicher
Hierbei handelt es sich um mit Sand oder Schotter gefüllte Silos, die mittels Heißluftgebläsen auf 500–600 °C aufgeheizt werden können. Bevorzugt wird dafür Überschussenergie aus umliegenden Windkraftanlagen und Solarkraftwerken genutzt, sodass mit Sandspeichern auch Regelleistung zur Verfügung gestellt werden kann. Die gespeicherte Wärme wird in den Wintermonaten in das Fernwärmenetz eingespeist, aufgrund der hohen Temperaturen sind aber auch Prozesswärmeanwendungen möglich. Die Energieeffizienz soll bei größeren Systemen bis zu 95 % betragen. Dies wird durch das günstigere Verhältnis von Volumen zu Hüllfläche sowie eine Ladestrategie erreicht, bei der das System im Kern erhitzt wird, die Wärmeentnahme jedoch in den niedriger temperierten Randzonen stattfindet.
2025 wurde in Loviisa, (Finnland) der derzeit weltgrößte Sandspeicher in Betrieb genommen. Der Silo ist bei 15 Metern Durchmesser etwa 13 Meter hoch; er ist mit 2.000 Tonnen Specksteinschotter gefüllt und hat eine Speicherkapazität von 100 Megawattstunden.

#### Verhältnis von Volumen zu Oberfläche
Allgemein gilt für Körper (A/V-Verhältnis):
Wenn man die drei Kantenlängen {\displaystyle a}, {\displaystyle b} und {\displaystyle c} eines Quaders jeweils verdoppelt, vervierfacht sich seine Fläche {\displaystyle A} (allgemeinsprachlich: Oberfläche; also die Grenzfläche zwischen kalt und warm); sein Volumen {\displaystyle V} aber verachtfacht sich. Große Körper haben deshalb eine (für Wärmespeicherung) günstigere Relation von Volumen zu Oberfläche:
{\displaystyle V_{1}=a\cdot b\cdot c}    (beim Würfel: {\displaystyle V_{1,{\text{W}}}=a\cdot a\cdot a})
{\displaystyle A_{1}=2\cdot a\cdot b+2\cdot b\cdot c+2\cdot a\cdot c}    (Würfel: {\displaystyle A_{1,{\text{W}}}=6\cdot a\cdot a})
{\displaystyle V_{2}=2a\cdot 2b\cdot 2c=2\cdot 2\cdot 2\cdot a\cdot b\cdot c=8\cdot a\cdot b\cdot c=8\cdot V_{1}}
{\displaystyle A_{2}=2\cdot 2a\cdot 2b+2\cdot 2b\cdot 2c+2\cdot 2a\cdot 2c=4\cdot A_{1}}
Wenn man den Durchmesser einer Kugel oder Durchmesser und Höhe eines Zylinders verdoppelt, verachtfacht sich das Volumen.
Eine Kugel hat das größte Verhältnis von Volumen zu Oberfläche aller geometrischen Körper.

### Erdbecken-Wärmespeicher
Große Speicher zur Nah- oder Fernwärmeversorgung (z. B. von Solarsiedlungen mit solarer Fernwärme) werden oft als Erdbecken-Wärmespeicher errichtet, die ins umgebende Erdreich eingebettet und ringsum abgedichtet werden. Eine Wärmedämmung ist insbesondere an der Oberseite erforderlich, wird aber teilweise auch um den Speicher herum geführt.
Die einfachste Bauform ist die eines wassergefülltens „Teichs“ mit oben aufschwimmender Dämmung und Dichtungsschicht.
Teilweise werden die Seitenwände betoniert oder der Speicher wird oben durch einen kuppelartigen Betondeckel abgeschlossen.
Wenn der Speicher anstelle von Wasser allein mit einer Mischung aus Wasser und Erdreich oder Kies gefüllt wird, so kann sich der Deckel auch auf der Füllung des Behälters abstützen.
Erdreich- und Kies-Wasserspeicher haben eine geringere Speicherkapazität als reine Wasserspeichern, weil Wasser eine höhere Wärmekapazität besitzt und aufgrund der höheren Wärmeleitfähigkeit von Kies eine Temperaturschichtung innerhalb des Speichers weniger gut möglich ist.
Bei Wasserspeichern kann die Auf- und Entladung direkt durch die Zirkulation des enthaltenen Wassers geschehen, während bei Erd- und Kies-Wasserspeichern die Verlegung von Rohrleitungen innerhalb des Beckens notwendig ist, über die der Wärmeaustausch über einen separaten Wasserkreislauf indirekt vorgenommen wird.
Beim Ausheben des Beckens werden die Seitenwände angeböscht (angeschrägt), um das Nachrutschen des anstehenden Erdreichs zu verhindern, wodurch sich die Form
eines umgekehrten Kegelstumpf oder Pyramidenstumpfs ergibt.

### Erdsonden-Wärmespeicher
Beim Erdsonden-Wärmespeicher wird das Erdreich selber als Speichermasse genutzt.
Dafür werden Bohrlöcher im Untergrund angelegt und Erdwärmesonden eingelassen, über die das Erdreich oder Gesteinsschichten erwärmt werden können. Die Bohrungen sind entweder senkrecht oder verlaufen schräg in die Tiefe. Nicht jeder Untergrund ist gleich gut dafür geeignet und es gibt auch völlig ungeeignete lokale Gegebenheiten.
Die Wärmeverluste an das umgebende Erdreich sind relativ gering, da der den Speicher umgebende Erdboden einen ausreichend geringen Wärmedurchlasswiderstand hat, um als wärmedämmende Schicht zu wirken.
Wärmeverluste können insbesondere durch die horizontale Infiltration von Wasser auftreten. Da der Aufwand einer Abdichtung gegenüber Schichtwasser oder strömendem Grundwasser sehr groß ist, werden Erdsonden-Wärmespeicher in der Regel nur dort angelegt, wo diese nicht zu erwarten sind.

### Aquifer-Wärmespeicher
Unter günstigen hydrogeologischen Standortbedingungen kann ein sogenannter Aquifer, also ein Grundwasserleiter, zur Wärmespeicherung genutzt werden. Hierfür werden manchmal zwei Brunnen verwendet, die je nach Jahreszeit entweder Wärme oder Kälte liefern bzw. speichern. Diese Brunnen sind in einem bestimmten Abstand versetzt angeordnet. Ein Beispiel hierfür sind die Wärme- und Kältespeicher des  deutschen Bundestags in Berlin.

### Weitere Typen
Alternativ kann man ein massives Fundament durch thermische Bauteilaktivierung als Speichermasse nutzen. Diese wird auf etwa 30 °C erwärmt.

## Saisonaler Ausgleich im Stromnetz
Um einen Ausgleich im Falle einer sogenannten Dunkelflaute im Stromnetz zu schaffen, wäre es möglich, einen im Sommer regenerativ generierten Energieüberschuss durch Power-to-Gas in Wasserstoff umzuwandeln und in Untergrundspeicher in Salzstöcken zu speichern. Dieser Vorrat könnte bei Energiemangel als Energiespeicher für viele Zwecke dienen, dafür nötig wären ein Ausbau der Wasserstoffwirtschaft und ein Ausbau der Sektorenkopplung zur verbesserten, enger vernetzen Umwandlung der Energie zwischen den Bereichen Stromnetz, Haushalte, Mobilität und Industrie. Kurzfristige Schwankungen können hingegen mit Batterie-Speicherkraftwerken und Pumpspeicherkraftwerken ausgeglichen werden.
Den Power-to-Gas-Ansatz als chemischer Wasserstoffspeicher in Verbindung mit Photovoltaik gibt es auch zur Gebäudeheizung. Dabei werden Überschüsse aus der warmen Jahreszeit mithilfe einer Brennstoffzelle im Winter verwertet.